# Enoplotettix
Enoplotettix is een geslacht van rechtvleugeligen uit de familie veldsprinkhanen (Acrididae). De wetenschappelijke naam van dit geslacht is voor het eerst geldig gepubliceerd in 1913 door Bolívar.

## Soorten
Het geslacht Enoplotettix  is monotypisch en omvat slechts de volgende soort:
- Enoplotettix gardineri (Bolívar, 1912)